# هربرت موريسون (صحفي)
هربرت أوغليفي موريسون (بالإنجليزية: Herbert Morrison)(14 مايو 1905 - 10 يناير 1989)، صحفي إذاعي أمريكي، اشتهر بتسجيله للبث الدرامي الشهير عن كارثة هيندنبورغ، حين اندلع حريق في المنطاد إل زد 129 هيندنبورغ في 6 مايو 1937، مما أسفر عن مقتل 35 شخصًا.
وُلد موريسون في كونيلزفيل، بنسلفانيا، في 14 مايو 1905، لوالديه والتر ليندسي موريسون وبيرثا فرانسيس أوغليفي موريسون. ترك والده العائلة في وقت مبكر، فانتقل موريسون مع والدته وأخيه الأكبر إلى سكوتديل، بنسلفانيا، عندما كان في سن مبكرة. وكان المنزل الذي نشأ فيه مملوكًا لجدته التي كانت تعيل العائلة من خلال استضافة النزلاء.

## وصلات خارجية
- هربرت موريسون على موقع IMDb (الإنجليزية)
- هربرت موريسون على موقع ميوزك برينز (الإنجليزية)
- هربرت موريسون على موقع ديسكوغز (الإنجليزية)